# Chi Cancri

Chi Cancri (latinisiert von χ Cancri), auch Eron, ist ein astrometrisches Doppelsternsystem im nördlichen Sternbild des Krebses. Es hat einen gelb-weißen Farbton und ist mit bloßem Auge schwach sichtbar mit einer scheinbaren visuellen Helligkeit von 5,14.  Das System befindet sich in einer Entfernung von 59 Lichtjahren von der Sonne, basierend auf der Parallaxe, und driftet weiter weg mit einer Radialgeschwindigkeit von +33 km/s.
Es wird geschätzt, dass es sich vor etwa 274.000 Jahren am nächsten genähert hat, als es bis auf 42 Lichtjahre herankam. Die sichtbare Komponente dieses Systems ist ein F-Typ-Hauptreihenstern mit der stellaren Klassifizierung F6V, wobei die Leuchtkraftklasse „V“ anzeigt, dass er Energie mittels Wasserstofffusion im Kern erzeugt. Der Stern ist 5,8 Milliarden Jahre alt und dreht sich mit einer projizierten Rotationsgeschwindigkeit von nur 4,2 km/s.
Er hat etwa die gleiche Masse wie die Sonne, aber den 1,4-fachen Sonnenradius. Die Photosphäre von Chi Cancri strahlt mit der 2,4-fachen Leuchtkraft der Sonne bei einer effektiven Temperatur von 6 130 K. Im Infrarotbereich zeigt er einen Überschuss im 18-μm-Wellenlängenbereich, was darauf hindeutet, dass der Stern von einer zirkumstellaren Scheibe aus staubigen Trümmern umkreist wird.